# Sugandika Kumari
Basnayake Mudiyanselage Sugandika Manel Kumari (* 5. Oktober 1990 in Anamaduwa, Sri Lanka) ist eine sri-lankische Cricketspielerin, die seit 2015 für die sri-lankische Nationalmannschaft spielt.

## Aktive Karriere
Ihr Debüt in der Nationalmannschaft gab sie bei der Tour gegen Pakistan im Januar 2015. Dabei konnte sie in ihrem ersten WODI 3 Wickets für 24 Runs erzielen. Im Mai 2015 erreichte sie beim dritten WODI der Tour gegen die West Indies 3 Wickets für 48 Runs. Bei der Tour in Indien im Februar 2016 erzielte sie zunächst 4 Wickets für 39 Runs in der WODI-Serie, bevor ihr 3 Wickets für 28 Runs in der WTwenty20-Serie gelangen. Darauf folgte der ICC Women’s World Twenty20 2016, bei dem sie als beste Leistung 3 Wickets für 24 Runs gegen Irland erreichte. Bei der Tour gegen Pakistan im März 2018 erreichte sie 3 Wickets für 23 Runs im ersten WTwenty20. Beim Women’s Twenty20 Asia Cup 2018 gelangen ihr dann 3 Wickets für 17 Runs gegen Bangladesch, wofür sie als Spielerin des Spiels ausgezeichnet wurde. Beim ICC Women’s World Twenty20 2018 konnte sie nicht herausstechen, ebenso wie beim ICC Women’s T20 World Cup 2020. Auch war sie Teil des Teams bei den Commonwealth Games 2022, doch blieb sie auch dort glanzlos. Beim ICC Women’s T20 World Cup 2023 war ihre beste Leistung 2 Wickets für 28 Runs gegen den gastgeber Südafrika.